# Wachstafel

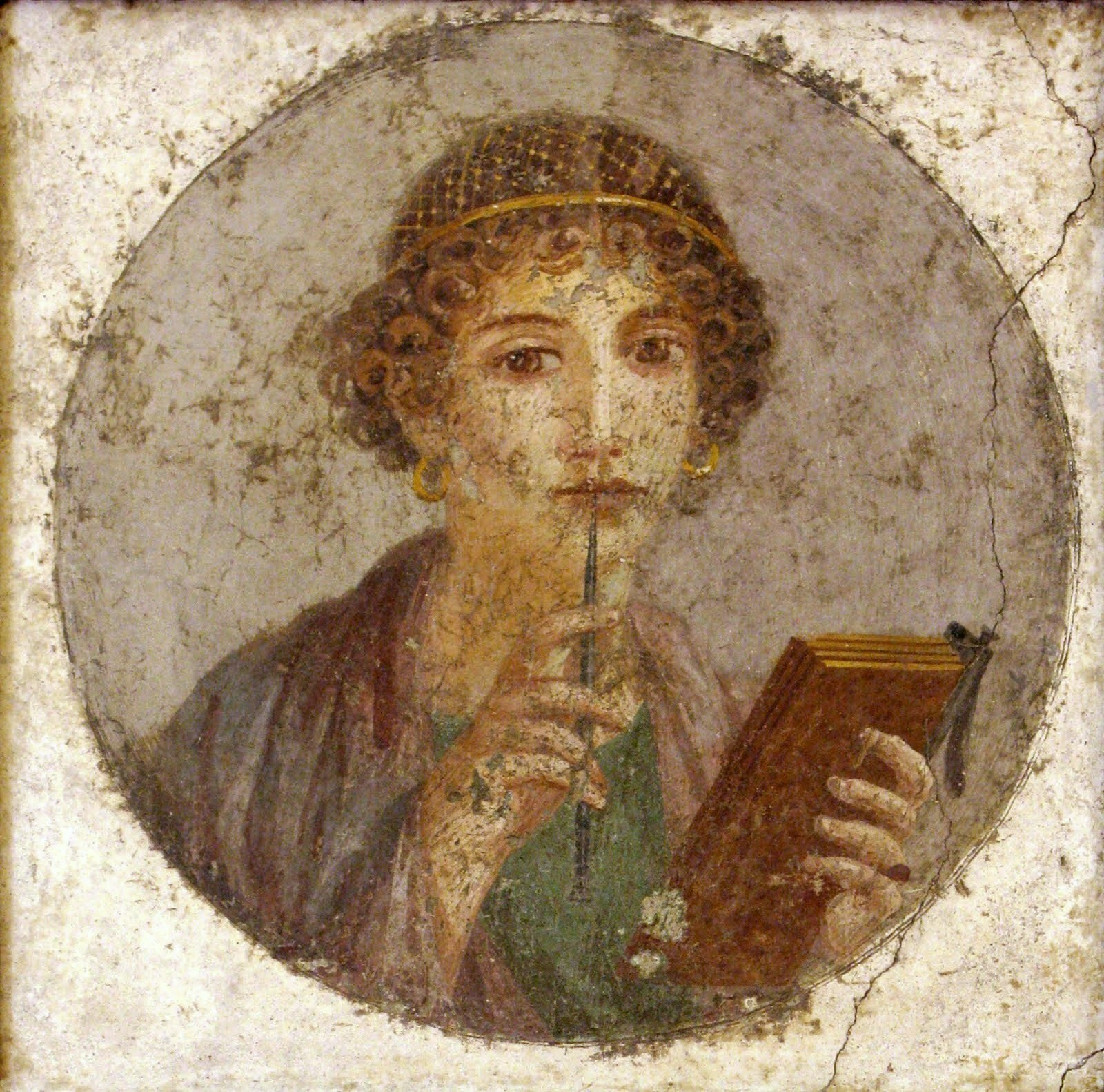
Junge Frau mit Wachstafelbuch und Stilus (Pompeji, um 50)

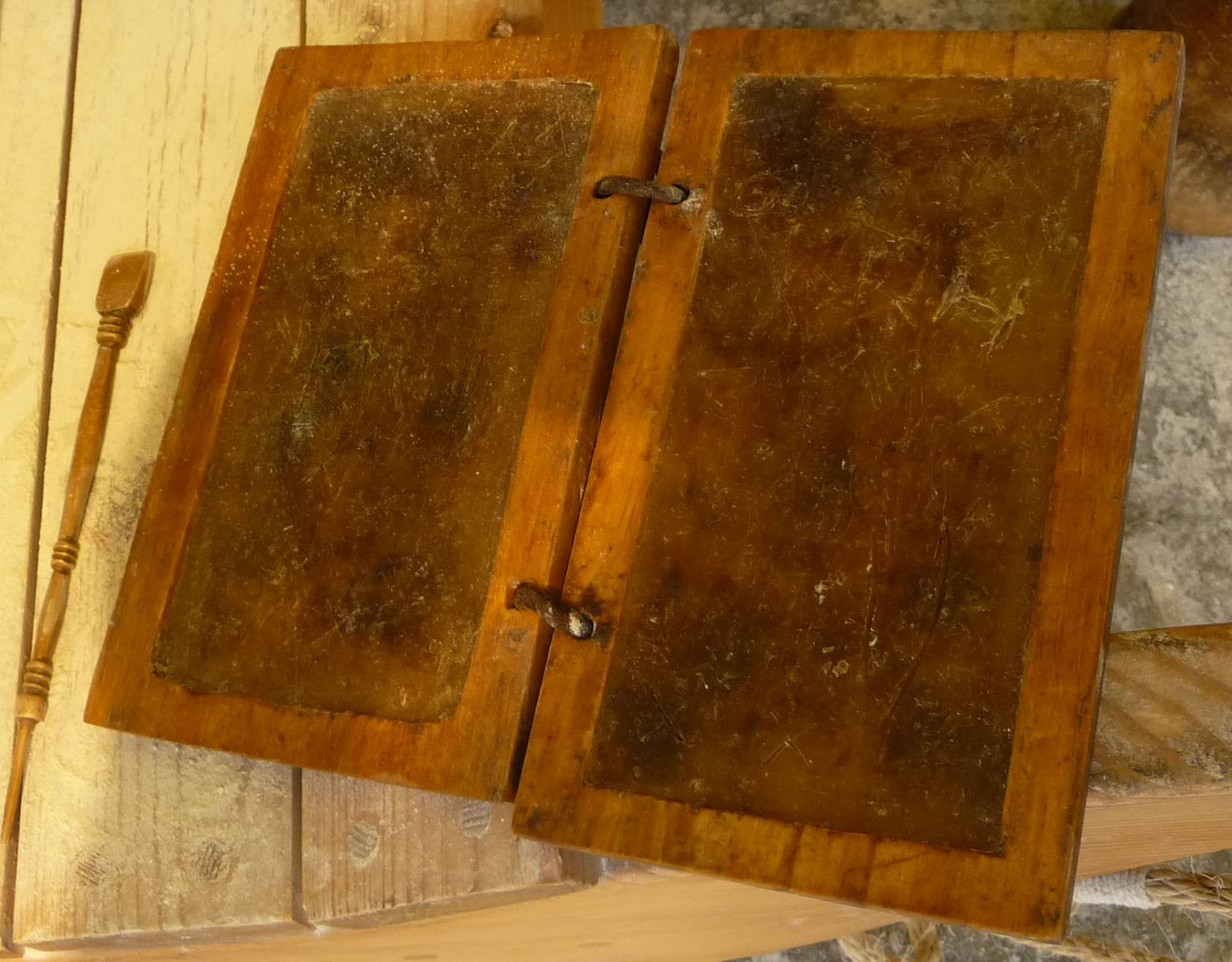
Wachstafelbuch, links ein Stilus

Die Wachstafel (lateinisch tabula cerata) ist eine in der Regel hochrechteckige Schreibtafel aus Holz (auch aus Elfenbein oder Metall), die ein- oder beidseitig mit Wachs beschichtet ist. Sie war von der Antike bis in das Mittelalter verbreitet, in wenigen Regionen sogar bis zum Anfang des 20. Jahrhunderts in Gebrauch. Die Schrift wurde mit einem Griffel (Stilus) in die Wachsfläche eingekratzt.
Mehrere Wachstafeln konnten mit einfachen Scharnieren zu einem Wachstafelbuch (Kodex) verbunden werden. Ein zweiteiliges Wachstafelbuch wird als Diptychon, ein dreiteiliges als Triptychon, ein vielteiliges als Polyptychon bezeichnet. Diese Bezeichnungen werden ebenso auf Kodizes aus ungewachsten Tafeln angewandt.

## Geschichte

### Antike

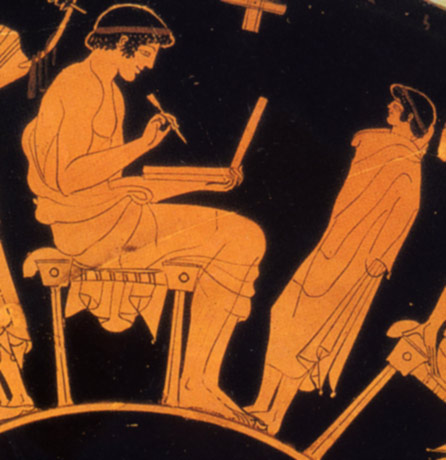
Altgriechische Darstellung eines Mannes mit Wachstafel und Griffel (Duris, um 500 v. Chr.)

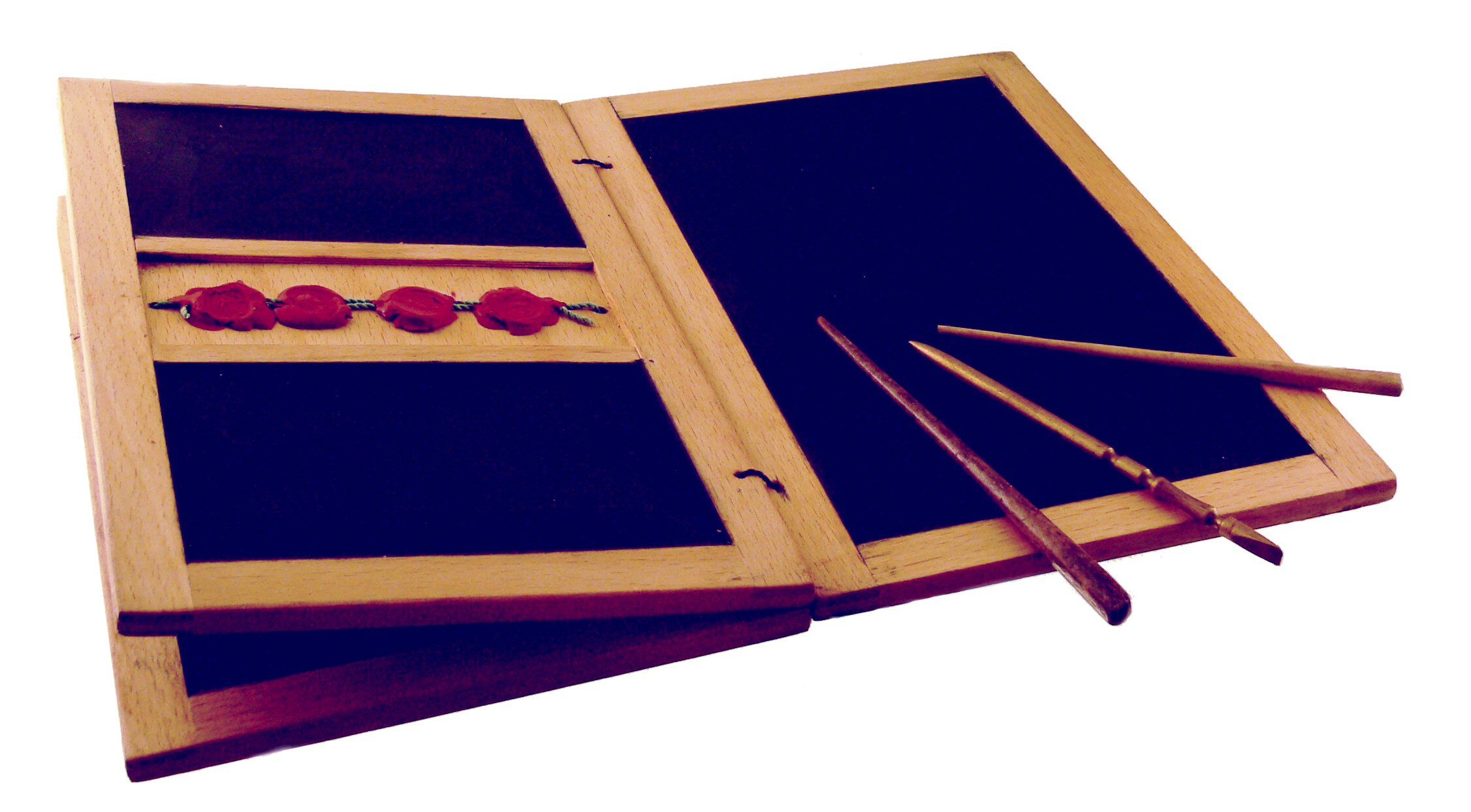
Nachbildung eines römischen Wachstafelbuchs mit drei Griffeln

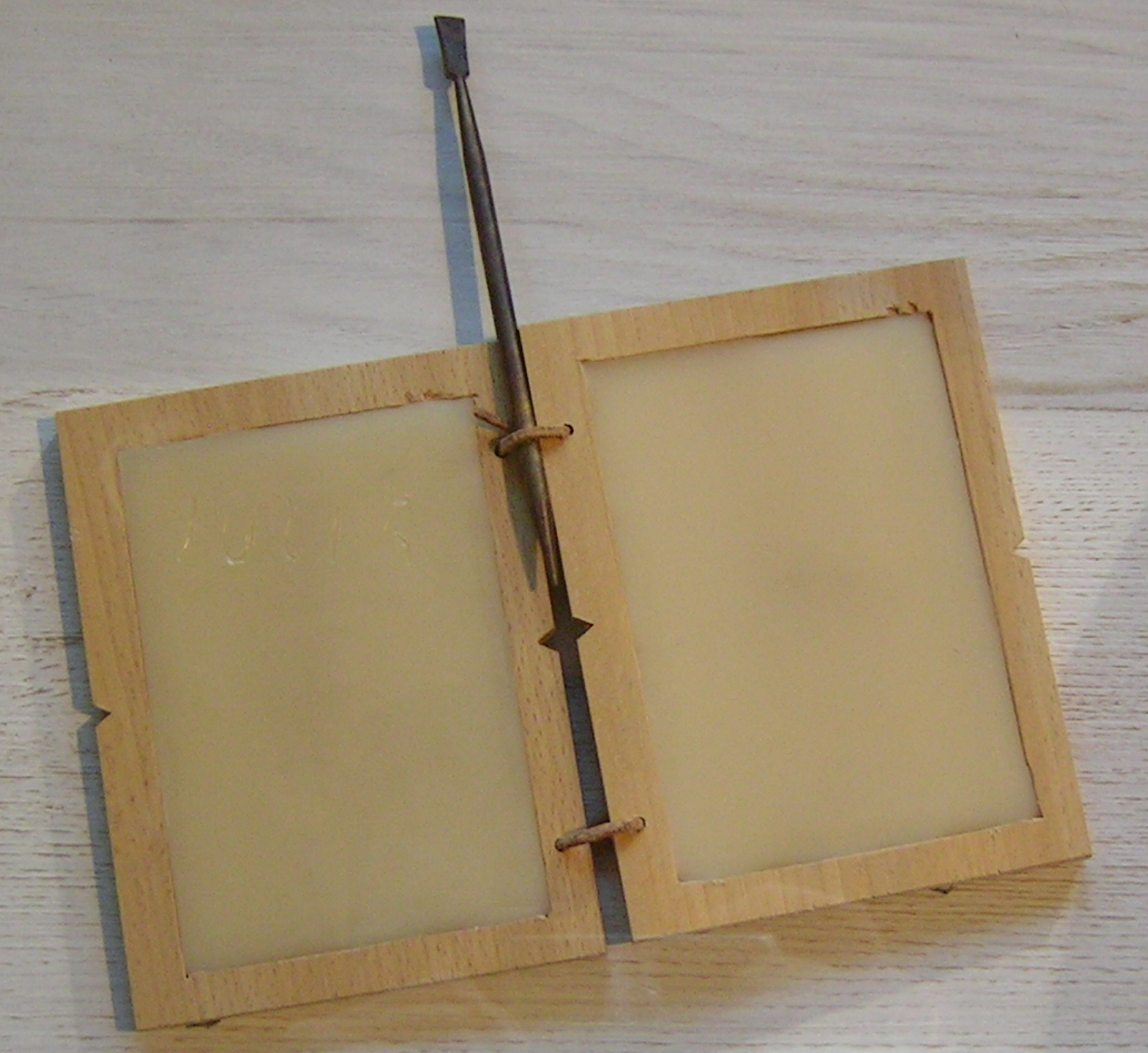
Nachbildung eines Wachstafelbuchs mit Griffel

Wachstafeln waren schon früh bei antiken Griechen, Römern und Etruskern in Gebrauch. Die früheste Erwähnung eines Wachstafeldiptychon findet sich im 5. Jahrhundert v. Chr. beim griechischen Historiker Herodot. Bereits der Dichter Homer lässt in der Ilias (8. oder 7. Jahrhundert v. Chr.) eine Botschaft in einem Diptychon übermitteln, erwähnt aber nicht das Material der Schreibfläche. In der Geschichte des Bellerophon gibt ihm Proitos, der König von Tiryns, der ihn des Ehebruchs mit seiner Gattin Anteia verdächtigte, eine Tafel mit, die seinen Schwiegervater auffordert, ihn zu töten:

„Aber er sandt’ ihn gen Lykia hin, und traurige Zeichen

Gab er ihm, Todesworte geritzt auf gefaltetem Täflein:

Dass er dem Schwäher die Schrift darreicht’, und das Leben verlöre.“

Hölzerne Schreibtafeln aus jüngerer Zeit wurden an der Westküste Kleinasiens gefunden.
Wachstafeln wurden in der Antike für Aufzeichnungen beinahe jeder Art verwendet: Notizen, Schularbeiten, Rechnungen und andere Geschäftsunterlagen. Wachstafelbücher konnten versiegelt werden und eigneten sich daher als Brief, der vom Empfänger gelöscht (vgl. Stilus) und auf derselben Wachsfläche beantwortet werden konnte (Belege u. a. bei Cicero, Seneca, Augustinus). Originale Wachstafeln sind in großer Zahl gefunden worden. Solche mit erhaltener Beschriftung stammen u. a. aus den vom Vesuv 79 n. Chr. verschütteten Städten. In Pompeji fanden sich 153 Wachstafeln mit geschäftlichen Aufzeichnungen des Bankiers Lucius Caecilius Iucundus. Nicht weit von Pompeji, in Murecine, sind die Tabulae Pompeianae novae einer weiteren Bankiersfamilie ausgegraben worden, in Herculaneum fanden sich die Tabulae Herculanenses, darüber hinaus auch die Wachstäfelchen von Alburnus Maior aus dem 2. Jahrhundert in Rumänien. Diese Schriftstücke sind wichtige Zeugnisse der römischen Rechts- und Wirtschaftsgeschichte. 
Auch literarische Texte sind auf Wachstafeln überliefert: auf Wachstafeln des 3. Jahrhunderts n. Chr. aus Palmyra (Syrien) in der Universität Leiden (Niederlande), den nach ihrem Entdecker H. van Assendelft de Coningh sogenannten Tabulae Assendelftianae, sind Ausschnitte aus dem Werk des Fabeldichters Babrios (2. Jahrhundert n. Chr.) erhalten.
In der Spätantike können Diptychondeckel aus Elfenbein mit figürlichen Schnitzereien von hohem künstlerischem Wert verziert sein. Sie waren als wertvolle Geschenke beliebt. Insbesondere die Konsuln pflegten derartige Kostbarkeiten bei Amtsantritt zu verschenken (sog. Konsulardiptychen). Zahlreiche Elfenbeindiptychen der Spätantike sind erhalten geblieben, weil sie im Mittelalter als Bucheinbände wiederverwendet wurden.

### Mittelalter
Kirchenhistorisch wurden im Mittelalter Wachstafeln (hier: Diptycha ecclesiastica) benutzt, um Namenslisten von Lebenden und Verstorbenen zu führen, für die gebetet oder deren gedacht wurde.
Einige mittelalterliche Belege für Wachstafelbücher (dann häufig mit halbrundem oberen Teil) finden sich beispielsweise in der Manessischen Liederhandschrift; exemplarisch soll hier auf die Darstellung des Gottfried von Straßburg in derselben verwiesen sein.

## Formen und Materialien

### Tafeln

Rechteckige Wachstafel

Wachstafel mit halbrundem Oberteil

Meist bestanden Wachstafelbücher aus Buchen- oder Pinienholz, seltener aus Eiche oder Ahorn. Luxusexemplare bestanden aus Elfenbein, Gold, Silber oder anderen Metallen. Es wird vermutet, dass das englische „book“ auf das angelsächsische „boc“ (Buche) zurückzuführen ist.
In die eigentliche Tafel war auf einer oder auf beiden Seiten eine der Tafelform folgende Vertiefung geschnitten. Diese Vertiefung war bei erhaltenen Funden zwischen einem und drei Millimetern tief und zumeist mit Rillen oder Einkerbungen am Boden der Vertiefung versehen. Diese meist rautenförmig angeordneten Rillen am Boden hatten den Sinn, das Wachs besser in der Vertiefung haften zu lassen.
Die Tafeln selbst wurden häufig einfach rechteckig oder mit einer halbrunden Oberseite hergestellt. Einfache Versionen trugen keine oder kaum Verzierungen, andere waren auf der Außenseite reich verziert (insbesondere Schnitzereien), bei Prunkstücken hin bis zu Einlegearbeiten aus Bein oder Elfenbein oder Beschlag mit Blattgold.

### Wachstafelbuch
Aus praktischen Gesichtspunkten (um die Wachsschicht und das Geschriebene zu schützen) wurden in der Regel zwei, in selteneren Fällen auch mehr Tafeln wie zu einem Buch zusammengebunden. Dabei wurden die Tafeln so miteinander verbunden, dass die mit Wachs versehenen Seiten der Wachstafeln aufeinander zu liegen kamen. Die Verbindung der einzelnen Tafeln wurde im einfachsten Fall durch zum Beispiel eingebohrte und eingeklebte Lederbänder oder aufgenagelte Lederstreifen als Scharnier hergestellt, in aufwändigeren Fällen auch durch Metallscharniere.
Die Größe der Wachstafelbücher variierte von kleinen, zum Beispiel ca. A6 großen „Notizbüchlein“, die auch als solche genutzt und dementsprechend mit herumgetragen wurden. Andere, eher stationär genutzte Exemplare, wie die oben erwähnten Diptycha ecclesiastica, erreichten nahezu A3-Größe und bestanden zum Teil aus mehr als 20 „Seiten“.
Bei kleineren Exemplaren wurde in einigen Fällen offenbar eine Rille in die das Wachs umgebende Einfassung geschnitten, um im zusammengeklappten Zustand den Stilus aufzunehmen, der durch das Schließen des Wachstafelbuches dann auch nicht mehr herausfallen konnte.
Einige Exemplare wurden auch mit Kerben für eine Schnürung versehen. Durch eine Verschnürung konnten die Wachstafelbücher auch wie ein Brief verschickt werden. Die Schnürung konnte noch versiegelt werden, wobei insbesondere in römischer Zeit Siegelkapseln als Schutz für das Siegel fungierten.
Beispiel: Nowgoroder Kodex

### Wachsmischung und Wachsauftrag
Bienenwachs wurde erhitzt und mit weiteren Zusätzen vermengt, welche die Viskosität des Wachses verbesserten, bzw. einem ungewollten Verflüssigen des Wachses bei hochsommerlichen Temperaturen vorbeugten. Hierzu wurden dem Wachs zum Teil mehrere weitere Zusätze beigegeben, zum Beispiel Leinöl, Talg oder Terpentin, sowie Baumharz oder seltener auch Holzteer.
Eine typische Zusammensetzung einer Wachsmischung war
- 80 Prozent Bienenwachs
- 10 Prozent Kiefernharz
- 10 Prozent Ruß

Als Färbemittel für das Wachs wurde zumeist Ruß (schwarze bis tiefschwarze Färbung) oder Birkenpech, seltener aber auch Farbpigmente für dunkelgrüne Färbungen oder beispielsweise Auripigment (für eine tiefgelbe Färbung) verwandt. Vorherrschend waren jedoch dunkle Färbungen.
Die noch flüssige Wachsmischung wurde hiernach zum Erkalten in die Vertiefungen der Tafeln eingefüllt. Zum Auftragen des Wachses und zum Glätten der gesamten Oberfläche auch nach ausführlichem Gebrauch konnten Wachsspachtel verwendet werden.

## Stilus
Der Stilus für eine Wachstafel ist ein einfacher Metallstift, der an einer Seite für das Schreiben angespitzt ist. Am hinteren Ende befindet sich eine T-förmige Verbreiterung oder eine spachtelartige Abflachung, mit der eine beschriebene Wachstafel wieder glattgezogen und das Geschriebene somit ausgelöscht werden konnte.
Der Stilus wurde aus Knochen, Elfenbein oder Metall hergestellt, seltener auch aus Glas oder verschiedenen Hölzern.
Für die römische Zeit überwiegen Funde aus Eisen (zum Teil mit Buntmetalleinlagen), Bronzestili und Knochenstili scheinen weitaus seltener. Holzstili sind kaum in Funden nachweisbar – das kann aber mit schlechteren Erhaltungschancen zusammenhängen.